# 播道書院

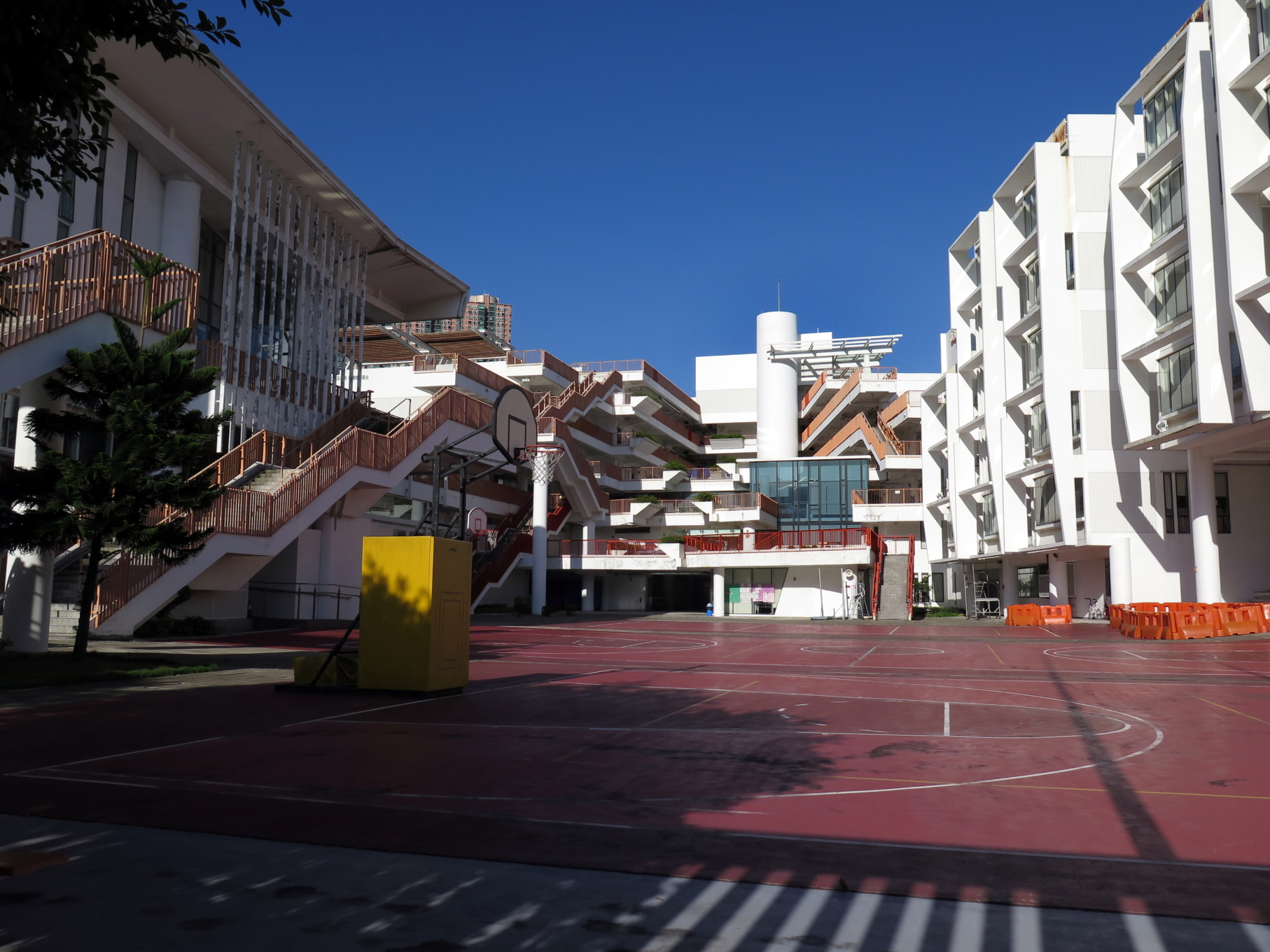
Basketball Court of Evangel College

播道書院（英語：Evangel College），是一間位於香港新界將軍澳至善街7號的直資男女校。於2006年創校，校訓為「播揚真理，道育幼苗」。該校為英文授課中學。設中、小學部（皆屬英文授課學校）屬Band 1A學校

## 歷史
1987年4月，中國基督教播道會曾決議在港開辦中、小學，但該次計劃因六四事件引發的香港前途危機而腰斬。及後，該會於1997年決定再將辦學放入議程，並於2000年首次競投校舍，以開辦一組一條龍津貼中、小學。因教育署人員丟失文件及播道會章程不符辦學標準，該次申請不獲受理。2001年1月，播道會再提交申請，並決定改辦直資一條龍學校，最終獲分配現時校舍。
隨著校舍於2006年建成，此校正式開辦，首年招收小一及中一各五班，均以英語授課。

## 教學政策
播道書院以「播揚真理，道育幼苗」為校訓，以英語為主要教學語言，並採用活動教學概念。學校也推行生命價值教育，更在其中加入中國文言古訓及基督教的宗教元素，在學科及校園生活中讓學生反思生命的意義。
學校成立了制服團隊「播道少年軍」(EC Cadet)，通過步操、社會服務和海外考察等訓練學生成為僕人領袖。另外，學校也設有媒體創作隊（Media Production Team／MPTeam）、銀樂隊（Marching Band)、社會服務團隊、環保團隊、基督徒團契等各項服務隊伍。學校在巧固球、中國舞及滑輪等體育項目都曾榮獲國際獎項。

## 校舍
校舍位於將軍澳至善街7號，中學部及小學部分別位處近至善街的北翼和毗鄰海翩滙的南翼。校舍屬後千禧校舍，以橙色及白色為主色，整體呈「Z」形，並以一樓、二樓及四樓的三個連接點串連南北兩翼（即中、小學部）。校舍設計為教育統籌局主辦的「邁向多元化校園」建築設計比賽的奪冠作品，由凱達環球的三位建築師設計，既配合活動教學概念，又善用空間和符合環保理念。 學校佔地面積大約14,380平方米，屬於「超大型」的校園。
學校在校舍地下分別設有「木人巷」和「思齊里」，木人巷用作記錄及嘉許學生在不同範疇的成就或創意，後者則主要作推動生命價值教育和道德教育。
播道書院道真堂於2006年隨播道書院建立而成立，作為學校的福音夥伴進駐於校舍地下，為學生及區內市民傳講福音，並定期舉辦崇拜及團契等宗教聚會。
校園各設施分佈：（教室於2樓至5樓）
| - 中學及小學活動室 - 教員室D - U-Can悦勤堂 - J-Theatre以勒劇場 - 播道書院道真堂 - 圓形舞台 - 攀石場 - 足球場 - 小學禮堂 - 媒體製作隊（MPTeam）室 - 全天候跑道 - 木人巷 - 思齊里 - 學生會室 - 展覽室 - 籃球場 - EC Lounge迎軒 - 中學音樂室 |

| - 教員室A、B、E、F - 校務處 - 圖書館 - 辯論室/教員休息室 | - 中學電腦室A／B - 伺服器室（於電腦室B內上鎖） - 小學音樂室 - 會議室A／B - 小學禮堂包廂 |

## 校長、副校長及助理副校長
| #          | 名稱                        | 任期      | 備注 |
| ---------- | --------------------------- | --------- | --- |
| 校長       |                             |           | |
| 1          | 盧偉成MH 先生               | 2006–     | - 曾任教聖保羅男女中學 - 曾任教港澳信義會慕德中學 - 香港大學理學士及教育碩士 - 芝加哥大學傑出教師獎及史丹佛大學最具影響力高校教師獎 - 三個女兒的父親 - 偶爾舉辦講座，分享育兒經驗 - 經常請家長、老師和學生上台「為我們的孩子鼓掌」 |
| 副校長     |                             |           | |
| 1          | 鄭寶蓮 女士 Ms. Cheng Polin | 2006–2018 | - 中學部副校長，經常分享「對自己的行為負責」等中國經典名言。在早會提出「守時是皇帝的美德」 - 2018年Ms. Polin Cheng 退休之日，全體高中學生起立致敬                                                                                  |
| 2          | 葉煥婷 Ms. Celia Ip         | 2006–     | - 小學部副校長，同時在小學部任教中國語文科 - 因在早會中唱「如此認識我」而聞名 |
| 3          | 伍啟瀚 Mr. Cannon Ng        | 2019–     | - 中學部副校長，同時在中學部任教英國語文科 - 在芝加哥生活多年，使他精通美式英語 |
| 4          | 馬詩婷 Ms. Christine Ma     | 2023–     | 中學部副校長，同時在中學部任教經濟科 |
| 5          | 傳備雯 Ms. Christine Foo    | 2023–     | 小學部副校長，曾在小學部任教常識科、聖經科及電腦科 |
| 助理副校長 |                             |           | |
| 1          | 伍啟瀚 Mr. Cannon Ng        | 2006–2019 | - 同上 - 於2019/20學年升為副校長 |
| 2          | 馬詩婷 Ms. Christine Ma     | 2021–2023 | 同上 於2023/24學年升為副校長 |
| 3          | 傅備雯 Ms. Christine Foo    | 2021–2023 | 同上 於2023/24學年升為副校長 |
| 4          | 譚嘉莉 Ms.Elly Tam          | 2023–     | 中學部助理副校長，同時在中學部任教英文科 |
| 5          | 王妙旋 Ms.Chloe Wong        | 2023–     | 中學部助理副校長，同時在中學部任教中文科 |

## 學社
小學和初中的社是根據學生的班級以定的，而高中則按照初中時的班級來定。
  Allamanda 黃蟬
  Bauhinia 紫荊花
  Carnation 康乃馨
  Daffodil 水仙花
  Edelweiss 雪絨花

## 分班制度
呼應「人人皆資優」，所以並不跟據學生成績分班。
小學：每兩年分一次班
中學：每三年分一次班 （高中跟據選修科而定；大致分為文、商科及理科班）。如同時選擇化學及生物則會被分配到D班；同時選擇化學及物理則是E班。

## 科目

### 中一至中二
需要考試：中國語文、英國語文、數學、綜合科學（包括物理、化學、生物單元）、中國歷史、S1：地理、歷史；S2：生活與社會（L&S）經濟單元及公民單元
只需於課堂完成能力評估：體育、基督教教育、音樂、視覺藝術、創意科技（即電腦）

### 中三
中國語文、英國語文、數學、物理、化學、生物、中國歷史、地理、歷史、經濟、會計；體育、基督教教育、音樂、視覺藝術、創意科技（即電腦）

### 高中HKDSE課程（中四至中六）
必修科（C）：中國語文、英國語文、數學、公民與社會發展科（不用應考文憑試：體育、基督教教育）

#### 第一科選修科（X1）
於A至C班開授：歷史／企業、會計與財務概論／地理
於D及E班開授：化學

#### 第二科選修科（X2）
於A至C班開授：中國歷史／經濟
於全級開授：生物
於E班開授：物理

#### 第三科選修科（X3）
英國文學／經濟／地理／物理／企業、會計與財務概論／資訊及通訊科技（ICT) ／視覺藝術

#### 第四科選修科（E4）
數學（延伸部份一）／數學（延伸部份二）／音樂
注意：每位同學最少選擇兩科選修科，如選擇第四科選修科或需於周末／課後留校進行課堂

## 校友
- 陳凱筠：前有線新聞主播
- 何洛瑤：《全民造星IV》40強參賽者、歌手、MakerVille合約女藝員
- 黃敏蕎：《全民造星IV》96強參賽者、女子組合Lolly Talk成員
- 何居倬：《全民造星V》20強參賽者、MakerVille合約男藝員

## 軼事

### 超強颱風山竹
2018年9月，超強颱風山竹吹襲香港，有居住在將軍澳校舍附近的居民在網上上載圖片，指校舍一樓平台被強風吹歪，另一側多扇窗戶亦被指在強風底下碎裂，惟後證實為視覺錯覺引致的誤會。

### 反對逃犯條例修訂草案運動
在反對逃犯條例修訂草案運動中，播道書院有學生成立關注組，在校園內表達訴求，並多次與校方交換意見、舉辦罷課活動等。2019年9月12日，播道書院有學生參與由「將軍澳聯校反修例關注組」舉行的人鏈活動，與同位處將軍澳區的八所中學在鄰近的香港單車館外築成人鏈表達訴求。

## 外部連結
- 播道書院（官方網站） （页面存档备份，存于）
- ECTODO （页面存档备份，存于）